# Shay Murphy
Eshaya « Shay » Murphy (née le 15 avril 1985 à Canoga Park en Californie est une joueuse professionnelle de basket-ball de nationalité américaine naturalisée monténégrine.

## Biographie
Formée à la Montclair Prep high school de Van Nuys (Californie) puis aux Trojans d'USC de 2003 à 2007, elle est sélectionnée comme 15e choix de la draft WNBA 2007 par le Lynx du Minnesota. Ses statistiques lors de sa saison rookie sont de 5,2 points et 3.3 rebonds. Le 22 juin 2008, elle est transférée au Shock de Détroit contre LaToya Thomas. Le 12 août 2008, elle est de nouveau envoyée avec Tasha Humphrey aux Mystics de Washington contre Taj McWilliams-Franklin. Non conservée par les Mystics, elle est signée par le Fever de l'Indiana le 11 juin 2009. Il y reste une saison et demie avant de rejoindre le Sky de Chicago. En 2014, on la retrouve à Phoenix, année durant laquelle le Mercury remporte le titre WNBA.
Elle connait également une carrière à l'étranger. En 2011-2012, elle joue avec Ros Casares Valence qui remporte le championnat et l'Euroligue. La saison suivante, elle commence la saison en Russie en Eurocoupe puis rejoint l'Euroligue en Turquie avec Galatasaray. En 2013-2014, elle retrouve l'Espagne avec Salamanque.
Elle se rompt les ligaments du genou le 3 mars 2015 lors d'une rencontre de Salamanque face à l'USK Prague. Se statistiques cette année sont de 12,8 points et 3,1 rebonds en championnat et 13,6 points à 40,1%, 4,3 rebonds et 1,9 passe décisive en Euroligue. Elle fait son retour à la compétition en janvier 2016 en France avec Bourges en tant que joker médical de Diandra Tchatchouang. Quelques  jours après la victoire en Eurocoupe, elle et Bourges se séparent d'un commun accord avant les play-offs. En neuf rencontres de championnat, son rendement est resté limité avec 5,3 points et 2,2 rebonds pour 6,7 d'évaluation).
Pour 2017-2018, elle joue en Turquie avec Canik.

## Équipe nationale
Naturalisée monténégrine, elle dispute l'Euro 2013 et l'Euro 2015[réf. souhaitée].

## Palmarès
- Championne WNBA 2014[7].
- Vainqueur de l'Euroligue féminine 2011-2012[3].
- Vainqueur de l'Eurocoupe : 2016[10].

## Clubs en carrière

### États-Unis
| Saisons   | Équipe                | Pays       |
| ?-2003    | Montclair Prep        | États-Unis |
| 2003-2007 | Trojans d'USC (NCAA)  | États-Unis |
| 2007-2008 | Lynx du Minnesota     | États-Unis |
| 2008      | Shock de Détroit      | États-Unis |
| 2008      | Mystics de Washington | États-Unis |
| 2008-2009 | Fever de l'Indiana    | États-Unis |
| 2009-2013 | Sky de Chicago        | États-Unis |
| 2014-2017 | Mercury de Phoenix    | États-Unis |
| 2017      | Stars de San Antonio  | États-Unis |

### Europe
| Saisons   | Équipe                         | Pays    |
| 2007-2008 | Apollon                        | Grèce   |
| 2008-2009 | CB San José                    | Espagne |
| 2011-2012 | Ros Casares Valence            | Espagne |
| 2012-2013 | Galatasaray                    | Turquie |
| 2013-2015 | Perfumerias Avenida Salamanque | Espagne |
| 2015-2015 | Tango Bourges Basket           | France  |